# Skeemz
Skeemz was een Belgische soul/funk/hiphop-band met Lady Linn.
De band ontstond toen Studio Brussel presentator Eric Smout aan Dj Buzz (Howie Dunham) vroeg een band samen te stellen om een paar nummers te spelen tijdens 'De Nachten on tour'. In 2005 verscheen het enige album Ain't you heard met gastbijdragen van Balo en Ya Kid K.
Skeemz won in 2006 de Oost-Vlaamse muziekprijs en werd datzelfde jaar genomineerd als 'beste nieuwkomer' op de TMF-Awards.
De band speelde onder mee op Pukkelpop en Gent Jazz Festival.

## Discografie
- Ain't you heard (2005)